# Nagahama (Ehime)
El Pueblo de Nagahama (長浜町 Nagahama-chō?) fue un pueblo del Distrito de Kita en la Región de Nanyo (南予地方 Nanyo-chihō?) de la Prefectura de Ehime.

## Características
Limitaba con las ciudades de Oozu y Yawatahama; y los pueblos de Futami del Distrito de Iyo (en la actualidad es parte de la Ciudad de Iyo) y de Honai del Distrito de Nishiuwa (en la actualidad es parte de la Ciudad de Yawatahama).
Se situaba en la zona de la desembocadura del Río Hiji (肱川 Hiji-kawa?), y el centro de la ciudad queda en la misma desembocadura. También hay núcleos poblacionales a ambos márgenes del río y en la zona costera del Mar Interior de Seto. Las zonas llanas son limitadas, por lo que se han instalado zonas fabriles en terrenos ganados al mar.

## Historia
- 1922: el 1° de enero se fusionan las villas de Shiba (柴村 Shiba-mura?) y Takigawa (滝川村 Takigawa-mura?) se fusionan, formando la Villa de Shirataki (白滝村 Shirataki-mura?).
- 1922: el 1° de abril se fusionan las villas de Toyoshige (豊茂村 Toyoshige-mura?) y Aioi (相生村 Aioi-mura?), formando la Villa de Yamato (大和村 Yamato-mura?).
- 1935: en agosto se inaugura el Gran Puente de Nagahama (長浜大橋 Nagahama-Oohashi?).
- 1955: el 1° de enero se fusionan el viejo Pueblo de Nagahama y las villas de Kitanada (喜多灘村 Kitanada-mura?), Kushu (櫛生村 Kushū-mura?), Izumi (出海村 Izumi-mura?), Shirataki y Yamato, formando el nuevo Pueblo de Nagahama.
- 1962: se termina de construir el muelle del Puerto de Nagahama (長浜港 Nagahama-kō?).
- 1977: en diciembre se inaugura el Nuevo Gran Puente de Nagahama (新長浜大橋 Shinnagahama Oohashi?).
- 2005: el 11 de enero es absorbida junto al Pueblo de Hijikawa y la Villa de Kawabe, ambas del Distrito de Kita, por la Ciudad de Oozu.

## Véase también

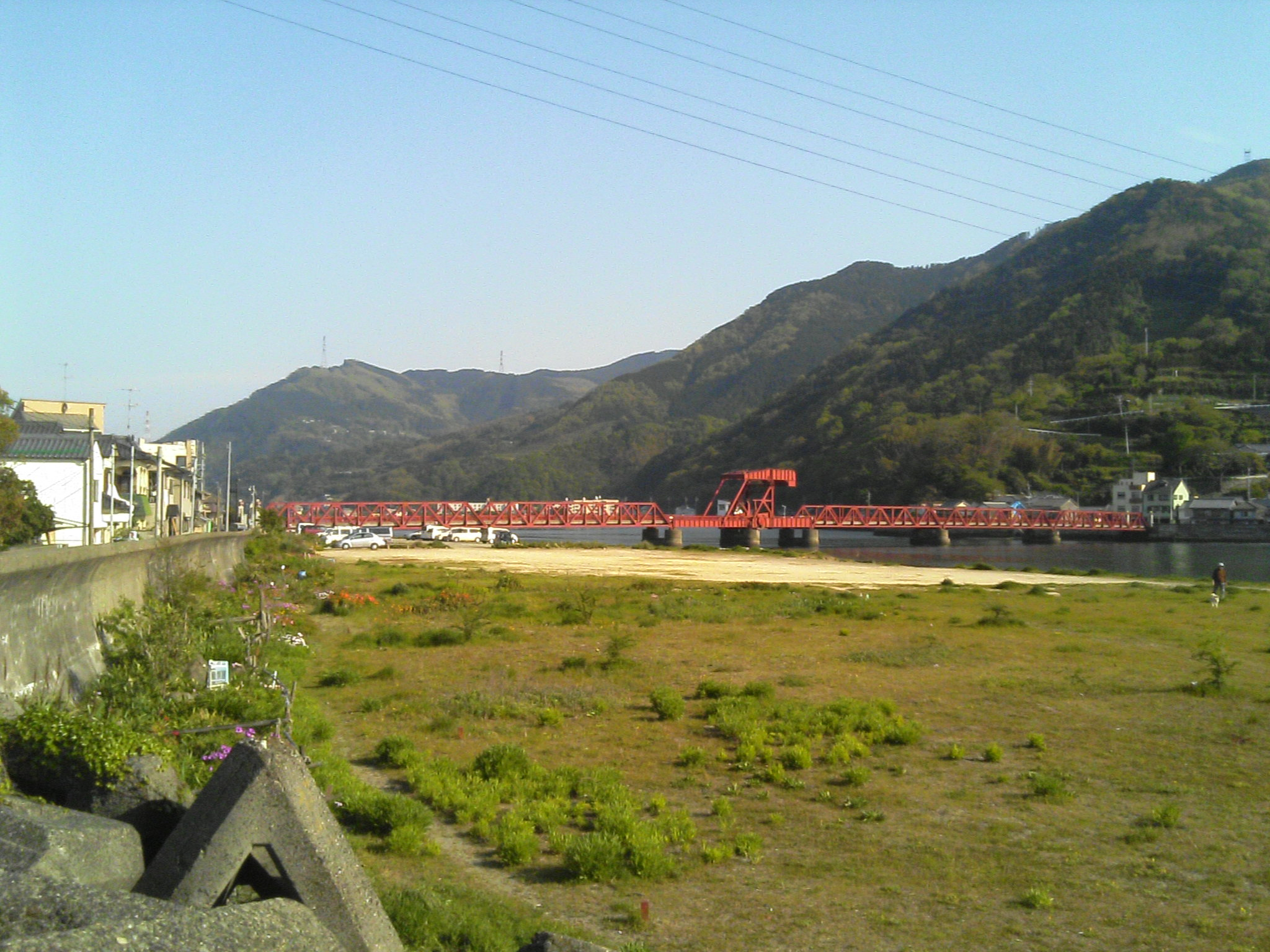
Gran Puente de Nagahama (puente levadizo).